# Џосаја Макракен
Џосаја Калвин Макракен (енгл. Josiah McCracken; Линколн, 30. март 1874 — Chestnut Hill, 15. фебруар 1962) је био амерички играч америчког фудбала и атлетичар. Такмичио се у бацачким дисциплинама:бацању кугле, диска и кладива. Као представник САД на Олимпијским играма 1900. у Паризу је освојио две олимпијске медаље.
На такмичењу у Њу Џерзију 31. маја 1898. поставио је национални рекорд у бацању кладива 46,83 митра, што је у том тренутку био најбољи резултат на свету, јер се тада нису водили светски рекорди.
На Олимпијским играма 1900. Макракен је учествовао у свим бацачким дисциплинама које су биле на програму. 
У квалификацијама у бацању кугле био је други са резултатом 12,85 м. Иако су представници САД молили организаторе да се из верских разлога такмичења не одржавају недељом финале је заказано за недељу 15. јула. Из наведених разлога Макракен и трећепласирани из квалификација Роберт Гарет нису учествовали у финалу. Организатори су одлучили да им се признају резултати из квалификација тако да су задржали места из квалификација и освојили сребрну и бронзану медаљу.
У другој дисциплини бацању диска, чије квалификације су биле истог дана кад и бацање кугле, није прошао у финале јер је са постигнутим резултатом од 32,00 метра заузео десето место.
Последња дисциплина у којој се такмичио било је бацање кладива. У конкуренцији пет такмичара из две земље зауезео је треће место и освојио бронзану медаљу са 43,58 метара. 